# NGC 1743
NGC 1743 ist ein Emissionsnebel im Sternbild Dorado. Das Objekt wurde am 3. August 1826 von James Dunlop entdeckt.